# Коефіцієнт машинного часу
Коефіцієнт машинного часу (рос. коэффициент машинного времени, англ. coefficient of machine time) — відношення часу роботи машини протягом зміни (виключаючи зупинки і роботу вхолосту) до тривалості зміни Кт= tм/tзм.
Для транспортних установок рекомендовані при розрахунках вантажопотоків:
- скребкові конвеєри у лаві –0,40-0,65,
- стрічкові конвеєри — 0,70-0,85,
- кінцеві канатні та електровозні відкатки — 0,75.